# Old Etonians
Old Etonians Association Football Club ist ein englischer Fußballverein aus Eton. Der Klub, für den hauptsächlich Absolventen des Eton College spielen, ist ein Amateurverein, dem es gelang, den FA Cup zu gewinnen.

## Geschichte
Der Verein wurde von Arthur Kinnaird, 11. Lord Kinnaird, ins Leben gerufen. Offiziell 1871 gegründet, geht seine Geschichte bis ins Jahr 1863 zurück.
Nachdem die Mannschaft 1875 und 1876 bereits im Finale des Wettbewerbs gestanden hatte, gelang 1879 der erste Sieg im FA Cup, als im Finale die Clapham Rovers mit 1:0 bezwungen wurden. Am 25. März 1882 gelang der zweite und letzte Titelgewinn, im Finale konnte Blackburn Rovers mit 1:0 geschlagen werden. Die Titelverteidigung misslang, als Blackburn Olympic sich ein Jahr später mit 2:1 nach Verlängerung durchsetzen konnte.
Als Amateurverein traten die Old Etonians der Amateur Football Alliance bei. Der Klub spielt in der von diesem Verband ausgetragenen Arthurian League mit und ist seit 1986 erstklassig. 1993 und 2005 wurde der Verein jeweils Meister.

## Erfolge
- FA Cup
  - Sieger: 1879, 1882
  - Finalist: 1875, 1876, 1881, 1883
- Meister der Arthurian League: 1993, 2005
- Arthur Dunn Cup: 2005, 2010

## Spieler, die international eingesetzt wurden
Einige Old Etonians liefen für England, auf, sei es, während sie hier spielten, oder danach.
Die folgenden acht Schüler spielten für England, während sie dem Club angehörten:
- Rupert Anderson (1 Einsatz)
- Lindsay Bury (1 Einsatz)
- Edward Christian (1 Einsatz)
- Arthur Dunn (2 Einsätze)
- Harry Goodhart (3 Einsätze)
- Robert Cunliffe Gosling (5 Einsätze)
- John Hawtrey (2 Einsätze)
- Herbert Whitfeld (1 Einsatz)

Anderson, Bury und Whitfeld wurden am 18. Januar 1879 gemeinsam im Spiel gegen Wales eingesetzt. Whitfeld schoss in diesem Spiel zudem ein Tor.
Weitere Old Etonians, die später für England spielten waren:
- Alexander Bonsor
- Percy de Paravicini
- Alfred Lyttelton
- Reginald Macaulay
- Cuthbert Ottaway
- John Frederick Peel Rawlinson

Clubgründer Lord Kinnaird spielte 1873 ein Mal im Team  Schottlands, und zwar im zweiten offiziellen Länderspiel der Fußballgeschichte.

## Trivia
- Arthur Dunn war posthum Namensgeber für den Arthur-Dunn-Cup.
- Die 2020 erschienene Netflix-Serie The English Game behandelt den Zeitraum der Old Etonians, in der Arthur Kinnaird als Spielführer den FA-Cup gewinnen konnte.